# Vista de la vall de Yosemite, riu amunt
Vista de la vall de Yosemite, riu amunt, el títol original del qual en anglés és Looking up the Yosemite Valley, és una pintura d'Albert Bierstadt, pintor paisatgista estatunidenc d'ascendència alemanya, pertanyent a l'Escola del Riu Hudson, i un membre destacat de la sub-escola anomenada Rocky Mountains School. Aquest llenç complementa la Vista de la vall de Yosemite, riu avall, que representa el mateix paratge, gairebé des del mateix lloc, però en el present llenç Bierstadt representa la visió oposada de la vall, o sigui, aigües amunt del Riu Merced.

## Introducció
L'any 1859, Albert Bierstadt ja havia realitzat una primera expedició, acompanyant a Frederick W. Lander, a l'Oest dels Estats Units, en la qual va tenir ocasió de contemplar les muntanyes Rocoses. L'estiu del 1863, Bierstadt va viatjar per segon cop, aquesta vegada amb l'escriptor Fitz Hugh Ludlow, al llarg de la costa oest d'Amèrica del Nord. Fitz H. Ludlow, que era un notable escriptor, explica que, després d'abandonar Mariposa Grove, van trobar en primer lloc un fort ascens, seguidament verds prats i espessos boscos i, de sobte, la Vall de Yosemite es va obrir davant seu. La vista era tant fascinant que aquel indret va esdevenir el lloc d'estada i de treball durant set setmanes. Ludlow va escriure sobre els impressionants penya-segats, les llegendes índies, i l'aura de l'esperit humà en la geologia inanimada, que convertien la vall en un Jardí de l'Edèn.
Aquest llenç probablement va ser pintat circa 1865-67. A mitjans de 1864, Bierstadt havia completat almenys dues escenes de Yosemite. El primer llenç de mida gran fou Cho-looke, the Yosemite Fall, datat 1864. De fet, entre la realització de Looking down Yosemite Valley, la seva major contribució a la National Academy of Design de 1865, i l'enorme Domes of Yosemite, completat l'any 1867, Bierstadt va poder realitzar altres obres menors sobre aquest mateix tema.També és possible que fos realitzat després de la seva segona visita a Califòrnia, entre 1871 i 1873, però la majoria de les seves pintures sobre Yosemite de la dècada de 1970 estan desproveïdes de detalls anecdòtics humans com els que hi ha a aquest llenç.

## Anàlisi de l'obra
- Signat a la part inferior, a la dreta: "ABierstadt". No està datat.
- Pintura a l'oli sobre llenç; 91,4 x 148,6 cm.; 1865-67 circa; Haggin Museum; Stockton (Califòrnia)

Comparat amb "Looking down the Yosemite Valley", aquest llenç representa el paisatge aigües amunt del Rio Merced, de manera que El Capitàn ara es veu a l'esquerra i Cathedral Rocks a la dreta. A més, aquestes enormes estructures granítiques apareixen una mica més a prop, amb boirina a la base de Bridalveil Fall. Es mostra un extensió més àmplia del Riu Merced i les profunditats de la vall són menys boiroses, de manera que es veu més clarament la Sentinel Rock i, més enllà, la punta de la Half Dome i Clouds Rest. Els detalls són més nítids i l'artista ha variat les formes de les roques i dels arbres.
La topografia general és correcta, però els motius secundaris, com els troncs morts al riu i els arbres al llarg de la seva riba, estan col·locats per remarcar els gegantins penya-segats i per contrastar amb la llum nebulosa de fons. La juxtaposició de primers plans molt treballats amb fons lluminosos, que recorden a Claude Lorrain o a Joseph M.W. Turner, és un mètode eficaç per donar la il·lusió de profunditat. Aquests efectes lumínics donen al llenç un aspecte de somni, molt diferent del de la majoria dels altres artistes de l'Escola del riu Hudson.